# Hearts of Iron IV
Hearts of Iron IV (abgekürzt HoI4) ist ein 2016 erschienenes Globalstrategiespiel und der vierte Teil der Hearts-of-Iron-Reihe. Es wurde wie die Vorgänger vom schwedischen Unternehmen Paradox Interactive entwickelt und veröffentlicht. Auch dieser Teil der Hearts of Iron Reihe beschäftigt sich mit dem Zweiten Weltkrieg. Dementsprechend bietet das Spiel zwei Szenarien, die in den Jahren 1936 und 1939 beginnen.

## Spielprinzip
Wie schon in den Vorgängerspielen sind die Kontrollmöglichkeiten des Spielers fast ausschließlich auf den militärischen Bereich beschränkt, während die anderen Aspekte der Staatsführung stark vereinfacht werden und der Kriegsführung oder -vermeidung zuarbeiten. Dafür sind der Rekrutierung, Organisation, Ausrüstung und dem Einsatz der Streitkräfte kaum Grenzen gesetzt. Die detaillierten und tiefgreifenden Spielmechaniken erlauben die zielgerichtete Gliederung von Kampfeinheiten, Verteilung von militärischer Ausrüstung und Nachschub, Zuordnung von Befehlshabern, Anlegung von Verteidigungsanlagen, Überwachung der Industrie und Produktion, Bewegung von Kampfeinheiten, Entsendung von Schiffen und Flugzeugen, Planung von Nachschubrouten und Unterwanderung des Feindes durch Spione. Den Rahmen für den zentralen kriegerischen Konflikt bilden die grundlegenden diplomatischen Werkzeuge, welche sich auf die Herstellung von Beziehungen, Bildung von Allianzen und Durchsetzung von Friedensbedingungen beschränken.
Mehr als alle bisherigen Teile der Reihe öffnet sich Hearts of Iron IV den alternativhistorischen Chancen und Optionen, was einen deutlich von der tatsächlichen Geschichte abweichenden Gang der Ereignisse unter gleichzeitiger Wahrung des Rahmens eines globalen, ideologischen Krieges gestattet. So stehen den wichtigen Nationen zahlreiche gleichberechtigte Entwicklungspfade offen, die sich zwischen den drei zentralen politischen Ideologien Liberalismus, Faschismus und Kommunismus sowie zwischen friedlicher und offensiver, rückwärtsgewandter und zukunftsoffener Haltung bewegen. Diese Pfade sind in sogenannten Fokusbäumen organisiert und werden von jedem Staat durchlaufen, wobei der Spieler für seine gewählte Regierung selbst die Wahl trifft. Aufgrund dieser Dynamik sind weitreichende Wechsel in der Weltanschauung und strategischen Zielsetzung der Staaten möglich, sodass die internationalen Konstellationen sich umfassend ändern können. Der Spieler kann jedoch vor dem Beginn einer Kampagne auswählen, ob KI-gesteuerte Länder einen historischen oder freien Weg einschlagen dürfen.

## Erweiterungen
Add-ons für Hearts of Iron IV unterteilen sich in sogenannte „Länderpacks“, die sich auf wenige Länder in einer begrenzten Region beschränken und vor allem auf eine Erweiterung der historischen und ahistorischen Pfade und Vertiefung der Immersion abzielen, und „große Erweiterungen“, die neue Mechaniken und Ausarbeitungen der diversen Aspekte der Kriegsführung für alle Teile der Welt hinzufügen.

### Erweiterungen
| Name                 | Erscheinungsdatum  | Beschreibung |
| -------------------- | ------------------ | --- |
| Together for Victory | 15. Dezember 2016  | Die erste Erweiterung für Hearts of Iron IV konzentriert sich auf die Nationen des British Commonwealth und ihren Zwiespalt zwischen Loyalität und Freiheitsdrang unter den Lasten des Krieges. Sie enthält Fokusbäume und Ereignisse für Kanada, Südafrika, Neuseeland und Britisch-Indien, die es erlauben, der Krone treu zu bleiben oder die Unabhängigkeit anzustreben, entweder im Alleingang oder im Bündnis mit Achse und Komintern. Unterstützt werden diese Möglichkeiten durch ein neues Autonomiesystem für Kolonien, das es dem Hegemon ermöglicht, ihnen mehr Freiheiten zuzugestehen oder sie noch fester an sich zu binden. Dazu kommen Funktionen für Leih-Pacht-Verträge und zum Teilen von Technologien. |
| Waking the Tiger     | 8. März 2018       | Diese Erweiterung verleiht den Fernost-Fronten des Zweiten Weltkriegs mehr Tiefe und verbessert die Simulation des 2. Japanisch-Chinesischen Kriegs durch neue Schwerpunktbäume für China, Japan und Deutschland. Die Kriegsführung erhält mehr Komplexität und Realismus durch die Ergänzung einer Befehlskette und von Befehlshaber-Eigenschaften sowie die Möglichkeit, Ausrüstung zu sammeln und wiederzuverwenden. Das bereits aus den meisten anderen Paradox-Spielen bekannte Entscheidungssystem wurde zeitgleich zum Erscheinen der Erweiterung per Patch (1.5) kostenlos eingefügt, bezog die Mehrheit seiner Inhalte zum Start jedoch aus dem Add-on. |
| Man the Guns         | 28. Februar 2019   | Das spezifische Thema dieser Erweiterung ist der Seekampf und damit einhergehend eine Fokussierung auf die Seemächte USA und Großbritannien, die neue alternativhistorische Fokuspfade erhalten, ebenso wie Mexiko und die Niederlande. Zu den bedeutendsten Features gehören Eigenschaften für Admiräle, die Entwicklung und Kombination einzelner Schiffskomponenten, Deponierung von Seeminen, Festlegung von Versorgungsrouten und neue Optionen für amphibische Landungen. Zudem kommt mit den Exilregierungen ein Feature aus dem Vorgänger Hearts of Iron III zurück. |
| La Résistance        | 25. Februar 2020   | La Résistance bringt zahlreiche Möglichkeiten ins Spiel, gegen die Besatzung durch den Feind Widerstand zu leisten und diesen zu zermürben. Frankreich und Portugal erhalten neue Fokusse, die weitere Entwicklungspfade erschließen, während der Spanische Bürgerkrieg für beide Seiten ausgearbeitet wurde. Spionage kehrt zurück und ermöglicht den Aufbau von Spitzelnetzwerken, um den Feind zu unterwandern und von innen heraus zu schwächen, was bis hin zum Knacken des gegnerischen Kommunikationscodes reichen kann. In besetzten Gebieten kann die Bevölkerung vom Ausland unterstützte Widerstandszellen gründen, während die okkupierende Macht Aufklärungseinheiten aussendet und Kollaborationsregierungen installiert. |
| No Step Back         | 23. November 2021  | Diese Erweiterung ist hauptsächlich auf Osteuropa ausgelegt und bietet neue Fokusbäume für die baltischen Länder Litauen, Lettland und Estland sowie für Polen und die Sowjetunion. In Anlehnung an die historischen Gegebenheiten der „Operation Barbarossa“ kommt der Logistik eine bedeutende Rolle zu, die nur durch den Einsatz der neuen Transportwege per Eisenbahn einen gelingenden Vormarsch im weitläufigen Terrain erlaubt. Und während mit den Eisenbahngeschützen der Kampf auch auf den Schienen ausgetragen wird, erlaubt es der hinzugefügte Panzereditor, unterschiedliche Module zu eigenen Fahrzeugtypen zu kombinieren. Der Generalstab der Armee kann mit verschiedenen Verbesserungen ausgestattet, gezielte Luftangriffe auf die Versorgungswege durchgeführt und die Waffe der verbrannten Erde angewendet werden. |
| By Blood Alone       | 27. September 2022 | In dieser Erweiterung ergeben sich neue Fokusmöglichkeiten für Italien, die Schweiz und Äthiopien. Dazu gibt es auch einen Flugzeugeditor, der dem Spieler direkte Kontrolle über die Entwicklung und den Einsatz der jeweils benötigten Maschinentypen gewährt, und weitere Möglichkeiten für Friedenskonferenzen, um den geschlagenen Feind zu schwächen. Außerdem kommen auch weitere Verbesserungen für Divisionskommandeure hinzu. |
| Arms against Tyranny | 10. Oktober 2023   | Diese Erweiterung integriert die Skandinavischen Staaten weiter in das Spiel. Neben neuen Fokusbäumen für die Staaten Norwegen, Schweden, Finnland und Dänemark wird das Spiel um Waffenkäufe und Verkäufe erweitert. |
| Götterdämmerung      | 14. November 2024  | Götterdämmerung fügt neue Fokusbäume für Deutschland, Österreich, Ungarn, Belgien und Belgisch-Kongo hinzu. Dazu wird das Forschungssystem überarbeitet und es werden speziell Projekte für die Forschung hinzugefügt wie Raketen. Götterdämmerung ist die erste Erweiterung welche Teil des neuen „Expansion Pass“ Programmes ist. |

### Länderpacks
| Name                    | Erscheinungsdatum | Beschreibung |
| ----------------------- | ----------------- | --- |
| Death or Dishonor       | 14. Juni 2017     | Das erste „Länderpack“ für Hearts of Iron IV bezieht sich auf die Länder zwischen Adria und Schwarzem Meer, die trotz ihrer geringen Stärke und Abgeschiedenheit die Macht besitzen, den großen Fraktionen zum Stolperstein zu werden. Jugoslawien, Ungarn, Rumänien und die Tschechoslowakei orientieren sich diplomatisch anhand spezifischer Fokusbäume, die sie zu einem der drei Machtblöcke hinführen oder einen eigenen Weg beschreiten lassen. Für alle Nationen kommen die Features hinzu, Ausrüstung umzuwandeln, Waffen anderer Länder einzusetzen und militärische Technologien zu verkaufen. In Kombination mit der Erweiterung Together for Victory wird für die Achsenmächte eine neue Form des Satellitenstaats, das Reichskommissariat, ergänzt. |
| Battle for the Bosporus | 15. Oktober 2020  | Diese Erweiterung beinhaltet drei neue Schwerpunktbäume für die Länder Türkei, Griechenland und Bulgarien und bietet für jede das Potenzial, einst verlorenes Territorium auf Kosten der anderen zurückzugewinnen und in den Wirren des Weltkriegs einen eigenen Weg einzuschlagen. Während Bulgarien Gebietsansprüche an Griechenland stellen kann, stellt sich für dieses die Frage, wie mit der deutschen Bedrohung umgegangen werden kann. Die abgelegenere Türkei kann entweder einen demokratischen Wandel bevorzugen oder zur Größe des Osmanischen Reiches zurückkehren. Das Add-on bietet zudem weitere Soldatenmodelle, Sprüche und Musikstücke für die betreffenden Länder an.                                                                         |
| Trial of Allegiance     | 7. März 2024      | Die Erweiterung bringt unter anderem neue Schwerpunktbäume für Brasilien, Argentinien, Chile sowohl kleinere Bäume für Paraguay und Uruguay. |
| Graveyard of Empires    | 4. März 2025      | Neue Fokusbäume für Britisch-Indien, Afghanistan, Irak und Iran. |

### Kleinere Erweiterungen
| Inhaltstyp | Musikstücke                | Panzerfahrzeug-Modelle | Flugzeug-Modelle          | Content Creator Pack |
| ---------- | -------------------------- | ---------------------- | ------------------------- | -------------------- |
| Name       | Eastern Front Music Pack   | Axis Armor Pack        | Eastern Front Planes Pack | Soviet Union 2D Art  |
| Name       | Radio Pack                 | Allied Armor Pack      |                           |                      |
| Name       | Sabaton Soundtrack         | Prototype Vehicles     |                           |                      |
| Name       | Sabaton Soundtrack Vol. 2  |                        |                           |                      |
| Name       | Allied Speeches Music Pack |                        |                           |                      |

## Mods
Etwas, wofür Hearts of Iron IV besonders bekannt ist, sind die vielen von den Spielern erstellten Mods. Laut dem Entwickler Dan Lind nutzen 65 % der Spieler Mods. Die am häufigsten gespielten Mods waren 2020:
- Road to 56[28], welche das Spiel bis 1956 erweitert und, laut Entwicklern, den historischen und ahistorischen Content für fast jedes Land erweitert.
- Kaiserreich[29], welche das Spiel in das Szenario „Was wäre, wenn Deutschland den Ersten Weltkrieg gewonnen hätte“ versetzt und im Jahr 1936 beginnt.
- The New Order: Last Days of Europe[30], welche das Spiel in das Szenario „Was wäre, wenn Deutschland den Zweiten Weltkrieg gewonnen hätte“ versetzt.
- Millennium Dawn: Modern Day Mod[31], welche das Spiel in die Szenarien 1. Januar 2000 und 1. Juni 2017 versetzt.
- Old World Blues[32], welche das Spiel in die Welt der Fallout-Reihe versetzt.
- Hearts of Iron IV: The Great War[33], welche das Spiel in die Szenarien 1910, 1914 und 1919 versetzt.
- Endsieg: Ultimate Victory[34], welche das Spiel in die Szenarien 1910, 1914, 1916, 1918, 1941, 1942, 1943, 1944, Dezember 1944 und 1945 versetzt.
- BlackICE Historical Immersion Mod[35], welche, ähnlich wie Road to 56, den bereits vorhandenen Content erweitert.
- Cold War Iron Curtain[36], welche das Spiel in die Szenarien 1949, 1960 und 1970 versetzt.

## Deutsche Zensur
Bei in Deutschland gekauften Spielen waren Porträts von hochrangigen Figuren des NS-Staates geschwärzt. Außerdem wurden die Siegrune und die Totenköpfe auf SS-Uniformen zensiert. Diese Maßnahmen sind nach Aufhebung seitens der USK nicht mehr notwendig. Die Zensuren sind in der österreichischen Version nicht vorhanden, obwohl ein ähnliches Gesetz NS-Symbolik einschränkt. Mit Veröffentlichung des DLC „Götterdämmerung“ wurde in Rahmen einer Überarbeitung vieler Porträts die Zensur aufgegeben, sodass jetzt alle Porträts und Symboliken sichtbar sind. Im Nachhinein wurden die Symboliken und Porträts jedoch aufgrund rechtlicher Probleme erneut zensiert.

## Bekanntheit
Einige Webvideoproduzenten, wie z. B. Drew Durnil, SwinceBall, TommyKay, Alex The Rambler oder iSorrowproductions wurden dadurch bekannt und machten das Spiel im Internet populär. Außerdem wurden von Influencern wie TommyKay Turniere veranstaltet.

## Rezeption
Auf Metacritic wurde eine Wertung von 83 von 100 Punkten aggregiert.
GameStar gab dem Spiel in ihrem Test 81 %.